# Monique van der Vorst
Monique van der Vorst (Gouda, 20 novembre 1984) è una paraciclista e triatleta olandese, due volte medaglia d'argento ai XIII Giochi paralimpici estivi.

## Carriera
Nel 1998 fu colpita da paralisi alla gamba sinistra, con problemi di mobilità anche del ginocchio destro. Cominciò a usare la handbike. Nel 2000 prese parte alla sua prima gara, vincendola. Passata a usare un modello fixed frame, prese parte a gare competitive e nel 2001 conquistò il suo primo importante trofeo, laureandosi campionessa europea. In seguito ha vinto altre tre volte i campionati europei e per sette volte i campionati del mondo, partecipando inoltre anche a competizioni di triathlon.
Nel 2008 ha vinto due medaglie d'argento ai Giochi paralimpici di Pechino.
Nel novembre 2010, Van der Vorst annunciò sul suo sito internet di riuscire nuovamente a camminare giustificando la miracolosa guarigione come conseguenza di uno scontro avuto con un ciclista tedesco nel marzo dello stesso anno.
Nel 2011 l'atleta firmò un contratto da ciclista professionista con il team olandese Rabobank e grazie alla sua incredibile storia diventò una celebrità nei Paesi Bassi.
Nell'aprile 2012 però, dopo che numerosi testimoni avevano smentito la sua storia, Monique ha ammesso che la sua invalidità non è mai stata fisica ma solo mentale, e che era già in grado di camminare prima della presunta miracolosa guarigione.